# Хришћанска ренесанса
Веома дуго кроз историографију ренесансног доба провлачила се мање или више изражена теза о периферној улози религије и цркве у овом добу. Новија истраживања, нарочито од половине двадесетог столећа, а која су све више истицала континуитет између средњег века и ренесансе, све су јасније и непосредније указивала на интензивно и дубоко верско осећање ренесансног човека. Религијски живот мењао се у том периоду, и то споро и постепено, у смеру напуштања ауторитета цркве, развијања световне побожности и довођења у питање црквених схоластичких учења. У књижевности религиозне теме практично никада нису напуштене; још код Петрарке религиозни мотиви појављују се у многим његовим делима, па и у Канцонијеру неколико песама чисто је религиозне тематике; до 1500. године објављено је скоро сто издања Библије, Еразмо Ротердамски се врло интензивно бавио библијском филологијом итд.
Већ рани хуманисти, схватајући поезију као „љупки вео који се баца преко истине“, нису осећали озбиљнији несклад између класичне митологије и хришћанске вере, већ су ону прву лако стављали у функцију ове друге. Добар пример за то може бити рани дубровачки хуманиста Јаков Бунић, који је у младости написао спев De raptu Cerberi (О отмици Кербера), који је нешто касније посветио папи Лаву X, променивши само наслов спева: Sub figura Herculi Christi praeludium (Слављење Христа кроз фигуру Херкула; и иначе су хуманисти, још од Дантеа, у лику Херкула налазили многе Христове особине).
У другој половини 15. века почела су да се појављују велика дела — како у књижевности, тако и у ликовним уметностима — са хришћанском тематиком, али структурирана према новим схватањима уметничког и књижевног стварања, дакле по узору на поетику и естетику класичног стваралаштва. Њихови аутори налазили су инспирацију у делима ранохришћанских аутора као што су Јувенко (Gaius Vettius Aquileus Juvencus, шпански свештеник из половине 4. века, аутор латинске химне Хармонија Јеванђеља, у којој обрађује грађу из Јеванђеља по Матеју у стиховима грађеним по угледу на Вергилија), Седулије (Sedulius, из прве половине 5. века, аутор Ускршње песме /Carmen Paschale/ у којој опева чуда из Старог и Новог завета, прозног списа Paschale Opus и химне А solis ortus cardine) или Аратор из 6. века (аутор препева Дела апостолских De actibus apostolorum).
Најпознатија међу тим делима јесу спев О порођењу Богородичином Јакопа Санацара (Iacoppo Sannazzaro, De partu virginis, 1526), затим велики еп Кристијада Марка Ђиролама Виде (Marco Girolamo Vida, Christias, 1535), као и једнако велики класичан еп Јакова Бунића О животу и делима Христовим (De vita et gestis Christi, 1526).
Овакав приступ књижевности и уметности, тј. обраду „старих“, религиозних тема и мотива, већином из Библије, али и из хагиографске и сличне литературе, али на нови начин, карактеристичан за ренесансу, дакле у облику и на начин који се угледају на класични период, називамо хришћанска ренесанса.